# Marie Arnal
Pour les articles homonymes, voir Arnal.
Marie Arnal (né le 21 juillet 1976 à Sainte-Foy-lès-Lyon) est une footballeuse internationale française.
Lors de sa première saison au Football Club de Lyon, elle remporte le titre de championne de France avec l'équipe. Elle s'impose dans les cages lyonnaises et remporte deux autres titres de championne de France en 1992-93 et 1994-95.
Le 8 septembre 1995, elle joue son seul et unique match avec l'équipe de France contre la Hongrie en match amical. Elle remplace Sandrine Roux pour la deuxième mi-temps.